# 中島 (さいたま市)
中島（なかじま）は、埼玉県さいたま市桜区の町丁および大字。現行行政地名は中島一丁目から中島四丁目および大字中島。町丁は住居表示実施地区。郵便番号は338-0822。

## 地理
さいたま市桜区東部の荒川左岸側の沖積平野（荒川低地）に位置するほぼ矩形の区域を有する地区。地区の東側を中央区鈴谷や西堀、南側を南元宿や町谷、西側を栄和、北側を山久保と接する。南与野駅からも近く、宅地化が進んでいる。地区の東部には新大宮バイパスが縦断するため、歩道橋を設けて地区の分断を防いでいる。東部を斜めに流れる排水路は、旧入間川の流路の名残である。流路周辺は、昭和時代まで荒れ地や農地が広がっていた。荒川堤外地（河川敷）に大字中島の飛地があり、主に公園として利用されている。
南部の境界付近では、片側二車線の都市計画道路道場三室線の建設が進んでいる。

### 地価
住宅地の地価は、2015年（平成27年）1月1日の公示地価によれば、中島3-12-21の地点で17万1000円/m2となっている。

## 歴史
もとは江戸期より存在した武蔵国足立郡与野領に属する中島村であった。平野原に持添新田を領していた。村高は「武蔵田園簿」では251石（田181石、畑70石）、「元禄郷帳」では280石、「天保郷帳」では284石。化政期の戸数は30軒で、村の規模はおよそ東西3町南北8町余であった。
- 発足当初は幕府領、正保年間（1645年〜1648年）頃の知行は旗本水野氏であったが、後に再び幕府領となった[7]。なお、検地は1690年（元禄3年）に実施[8]。
- 幕末時点では足立郡新開村であった。明治初年の『旧高旧領取調帳』の記載によると、代官大竹左馬太郎支配所が管轄する幕府領であった[9]。
- 1868年（慶応4年）6月19日 - 武蔵知県事・山田政則（忍藩士）の管轄となる。
- 1869年（明治2年） 
  - 1月13日 - 武蔵知県事・宮原忠英の管轄区域に大宮県を設置。県庁は東京府馬喰町に置かれる。
  - 9月29日 - 県庁が浦和に置かれ浦和県に改称。
- 1871年（明治4年）11月13日 - 第1次府県統合により埼玉県の管轄となる。
- 1879年（明治12年）3月17日 - 郡区町村編制法により成立した北足立郡に属す。郡役所は浦和宿に設置。
- 1889年（明治22年）4月1日 - 町村制施行に伴い 南元宿、西堀、関、鹿手袋、田島、新開、道場、与野領町谷、栄和、中島、山窪の十一村が合併し、土合村が成立[10]、土合村の大字中島となる[7]。
- 1941年（昭和16年） - 大字中島の一部を与野町へ編入[7]。
- 1955年（昭和30年）1月1日 - 土合村が大久保村とともに浦和市へ編入され[11]、浦和市の大字となる。
- 1967年（昭和42年） - 地内に新大宮バイパスが開通[7]。
- 1982年（昭和57年）4月1日 - 地内に浦和市立中島小学校（現さいたま市立中島小学校）が開校する。
- 1985年（昭和60年）8月1日 - 住居表示実施により大字中島の一部から中島四丁目が成立[12]。
- 1986年（昭和61年）8月1日 - 住居表示実施により、大字中島・西堀の各一部から中島一丁目 - 三丁目が成立[12]。また、大字中島の一部が南元宿および山久保の各一部となる[12]。残部となる大字中島は存続。
- 2001年（平成13年）5月1日 -浦和市・大宮市・与野市が合併し、さいたま市が発足。同市の町丁および大字となる。
- 2003年（平成15年）4月1日 - さいたま市が政令指定都市へ移行し、同市桜区の町丁および大字となる。

## 世帯数と人口
2017年（平成29年）9月1日現在の世帯数と人口は以下の通りである。
| 丁目       | 世帯数    | 人口    |
| ---------- | --------- | ------- |
| 中島一丁目 | 930世帯   | 1,829人 |
| 中島二丁目 | 437世帯   | 842人   |
| 中島三丁目 | 184世帯   | 396人   |
| 中島四丁目 | 333世帯   | 709人   |
| 計         | 1,884世帯 | 3,776人 |

## 小・中学校の学区
市立小・中学校に通う場合、学区（校区）は以下の通りとなる。
| 丁目       | 番地   | 小学校                 | 中学校                     |
| ---------- | ------ | ---------------------- | -------------------------- |
| 中島一丁目 | 全域   | さいたま市立中島小学校 | さいたま市立土合中学校     |
| 中島二丁目 | 全域   | さいたま市立中島小学校 | さいたま市立土合中学校     |
| 中島三丁目 | 全域   | さいたま市立中島小学校 | さいたま市立土合中学校     |
| 中島四丁目 | 1〜4番 | さいたま市立栄和小学校 | さいたま市立土合中学校     |
| 中島四丁目 | その他 | さいたま市立栄和小学校 | さいたま市立上大久保中学校 |

## 交通
地内に鉄道は敷設されていない。最寄り駅はJR埼京線南与野駅であるが、中島3-12-21の地点よりおよそ1.1 km離れている。

### 道路
- 首都高速埼玉大宮線
- 国道17号（新大宮バイパス）
- 埼玉県道57号さいたま鴻巣線（新六間道路）
- 道場三室線（建設中）

## 寺社・史跡
- 新義真言宗 万行寺[7]
- 本杢古墳 - 中島本杢緑地に所在する土合古墳群のひとつ。市指定史跡[14]。
- 日向古墳 - 1丁目7番地に完全な形で現存する古墳時代後期の史跡。高さ2 m。住居表示実施前は大字西堀に所在した[15]。

## 施設
- さいたま市立中島小学校
- 東京ガス整圧所（1968年（昭和43年）11月に完成。当時は周囲に高速道路も建物もなく、目立つ存在であった）
- 中島自治会館
- 中島西公園
- 中島本杢公園